# Чикирля
Чикирля (также Гаврюшкино) — озеро в России, в Приютненском районе Калмыкии. Расположено в центральной части Кумо-Манычской впадины восточнее посёлка Карантин. Относится к бассейну реки Маныч. Относится к Манычской озёрной группе.
Озеро является пересыхающим. Площадь поверхности озера составляет до 1,1 км².
Озеро имеет продолговатую форму, занимает естественное понижение местности, вытянуто с северо-запада на юго-восток на более, чем 6 км. Максимальной ширины озеро достигает в северо-западной части (до 0,55 км). Берега озера обрывистые
Климат в районе расположения озера: умеренно континентальный. Зима преимущественно облачная, умеренно холодная, относительно многоснежная. Лето тёплое, малооблачное. Для Приманычья характерно устойчивое проявление не только засушливого, но и суховейно-засушливого типа погоды. Средняя температура воздуха весной составляет +7-9 °C, летом +21-24 °C, осенью +7-11 °C, зимой −8-9 °C. Среднегодовая температура около +8-9 °C. Количество осадков колеблется от 300 до 400 мм. Преобладают ветра восточные, юго-восточные, реже западные.